# انریکو ویاریزیو
انریکو ویاریزیو (ایتالیایی: Enrico Viarisio؛ ۳ دسامبر ۱۸۹۷ – ۱ نوامبر ۱۹۶۷) بازیگر اهل ایتالیا بود.

از فیلم‌هایی که وی در آن نقش داشته است، می‌توان به ایستگاه آخر، چرخ‌وفلک ناپل، خودشه… آره! آره!، سواره‌نظام، فقط تو را دوست دارم، کلاه سه‌گوش، هارلم، عشق‌های حزن‌انگیز و در پارک اتفاق افتاد اشاره کرد.